# Karlova Studánka
Karlova Studánka (německy Karlsbrunn nebo Bad Karlsbrunn) je lázeňská obec ležící ve slezské části Moravskoslezského kraje v okrese Bruntál, která současně byla vyhlášena vesnickou památkovou zónou. Žije zde 172 obyvatel, se svou nadmořskou výškou 800 m n. m. je nejvýše položenou obcí bruntálského okresu. Karlova Studánka se dostala mezi 46 míst světa, které doporučuje navštívit The New York Times.
Jen kousek odsud se rozkládá hora Praděd, nejvyšší vrchol Moravy a českého Slezska, celkově pátá nejvyšší hora Česka (1491 metrů). Do roku 1949 byla Karlova Studánka osadou obce Suchý Zejf (dnes Světlá Hora-Suchá Rudná). Obec je tvořena jediným, stejnojmenným katastrálním územím a nečlení se na evidenční části. Uváděnou rozlohou 0,46 km² byla po nějakou dobu druhou nejmenší obcí v České republice, aktuálně je uváděna rozloha obce 1,551 183 km². Sousedí s obcemi Malá Morávka, Ludvíkov a katastrálním územím Suchá Rudná obce Světlá Hora.

## Historie

### Původ názvu obce
Obec Karlova studánka se jmenuje podle Karla Ludvíka, který v bitvě u Aspern porazil Napoleona. K jejich pojmenování došlo v roce 1803.

### Období od 16. do 18. století
První historická zpráva pochází z roku 1554, jedná se o spisy o soudní při mezi městem Opavou a pány z Vrbna, kteří odváděli vodu z povodí Bílé Opavy do prostoru Suché Rudné kvůli těžbě zlata. Po porážce Stavovského povstání roku 1620 připadla celá zdejší oblast Řádu německých rytířů. Z doby krátce poté pocházejí první zprávy o využívání zdejších pramenů za účelem léčby.

### Počátek lázeňství

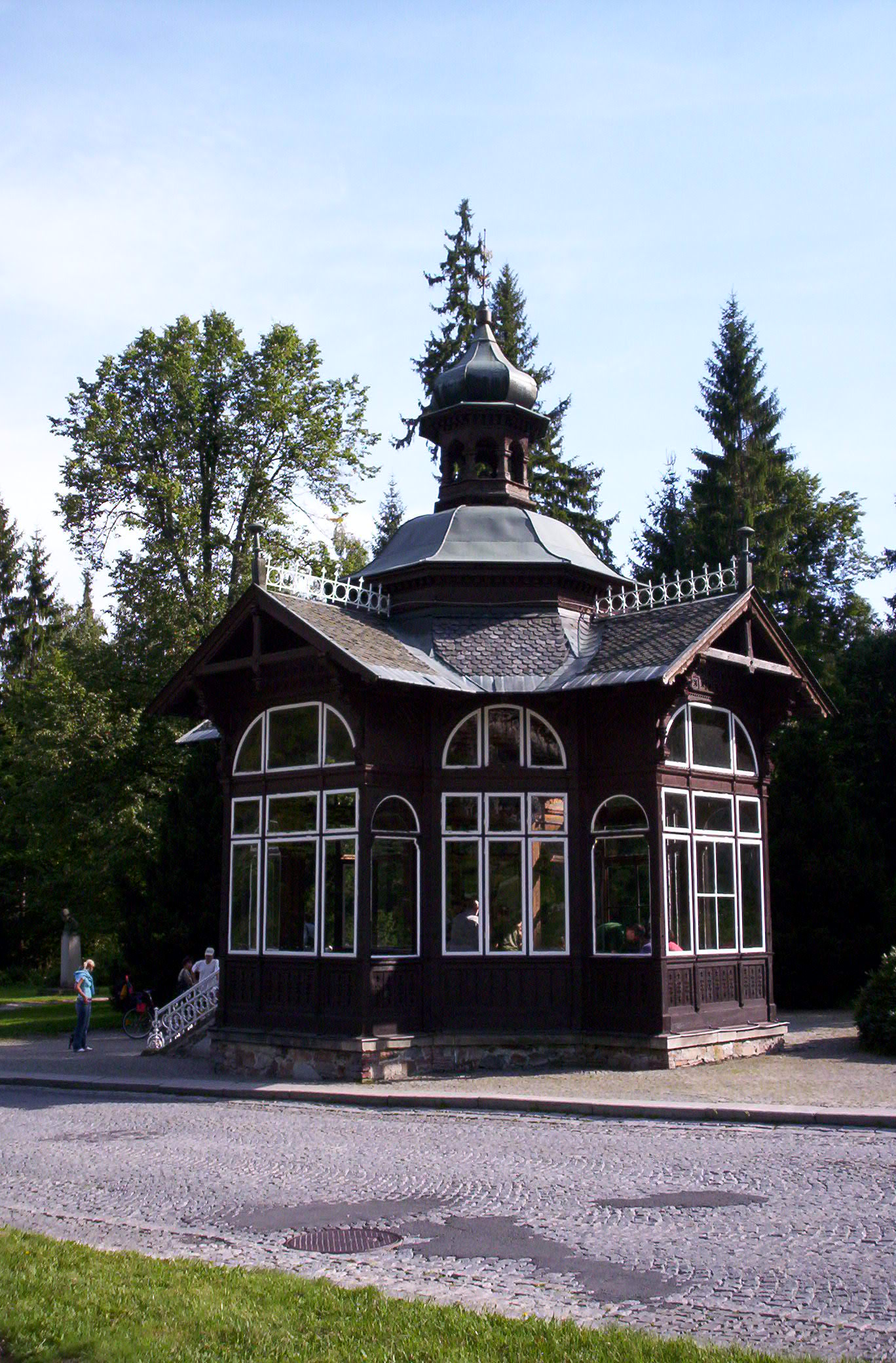
Pitný pavilon

Roku 1778 si bruntálský měšťan K. Riedel, který již delší dobu trpěl bolestmi nohou, zkoušel úspěšně léčit svou chorobu zdejší ohřívanou kyselkou. Díky tomu se tento způsob léčení na radu bruntálského lékaře začal šířit mezi nemocnými. Ve stejné době byly prameny vyčištěny a ohrazeny zídkou.
Až v 18. století byly provedeny na popud velmistra řádu Maxmiliána Františka Rakouského profesorem von Welle první rozbory zdejší vody, ve kterých bylo objeveno velké množství minerálních látek. Tehdy byly vývěry vod zachytávány na zdejších rašeliništích. Prameny byly znovu upraveny (Maxmiliánův pramen) a roku 1785 došlo k založení lázní, když byly u pramenů postaveny dřevěné domky s vanami pro léčbu pomocí koupelí.
Nově vzniklá obec, založená Maxmiliánem Františkem, byla pojmenována Hin und wieder, což v překladu znamená „tam a zase zpět“. První pacienti totiž museli do lázní docházet z nejbližších obcí, protože v místě nebyla možnost ubytování. Hosté se mohli ubytovat v nedalekém Ludvíkově a Malé Morávce. Nejdříve byly využívány ty prameny, které pramení v blízkosti dnešního hotelu Džbán.
Postupně však byla zahájena stavba lázeňských domů. V roce 1780 byl objeven Maxmiliánův pramen. Jeho objev rozpoutal rozsáhlou stavební činnost. V roce 1802 byl objeven další pramen, který byl pojmenován po Karlu Ludvíkovi jako Karlův. Lázně se velmi rychle rozrůstaly a do Karlovy Studánky přijíždělo stále více pacientů. Přispěl k tomu také objev Antonínova pramene roku 1812. Lázně byly natolik proslulé, že se zdejší kyselka plnila do lahví a rozesílala do okolí. Původně se láhve plnily z Maxmiliánova pramene a od roku 1862 i z Vilémova pramene. Kvůli vysokému tlaku oxidu uhličitého však lahve praskaly, a proto bylo od rozvozu upuštěno. Od roku 1870 se začalo v lázních užívat koupelí s přísadou odvaru ze smrkových větviček

### Přehled nově postavených budov
- Správní dům (1782–1785), dnes Odra
- Věžový a Panský dům (dnešní Praděd),[9] (1795–1800)
- Starý koupelnový dům (dnes pošta), převedená ohřátá kyselky potrubím
- Hostinský dům (dnes Bezruč), v letech (1824)
- Pruský dům (dnes obecní úřad, škola), (1824–1825)
- Knížecí dům (1832–1833)
- Lázeňský salón (dnes hudební hala), (1842–1844)
- Nový koupelnový dům (dnes Opava), (1842–1844)
- Sloupový dům (dnes Hotel Džbán), (1844)
- Švýcarský dům (dne mateřská školka), (1859)
- vila Eugen (dnes Šárka), vila Paula, Terasový dům (dnes Kamzík), (1890)
- Letní lázně (1891–1893): byly ve své době jednou z nejmodernějších lázeňských staveb. Původně v nich bylo 21 kabin pro uhličité a rašelinové koupele, dvě odpočívárny, inhalatorium, 2 místnosti pro vodoléčbu, sluneční lázně a bazén. Bazén byl později zrušen a až v roce 2007 obnoven.
- Pitný pavilon je skutečným symbolem Karlovy Studánky, (konec 19. století)
- vodní elektrárna (1905)
- Lotrinský dům (Slezský dům), (1909–1913)
- Lázeňský hotel (dnes Libuše), (1929–1931)

### 20 . století až současnost

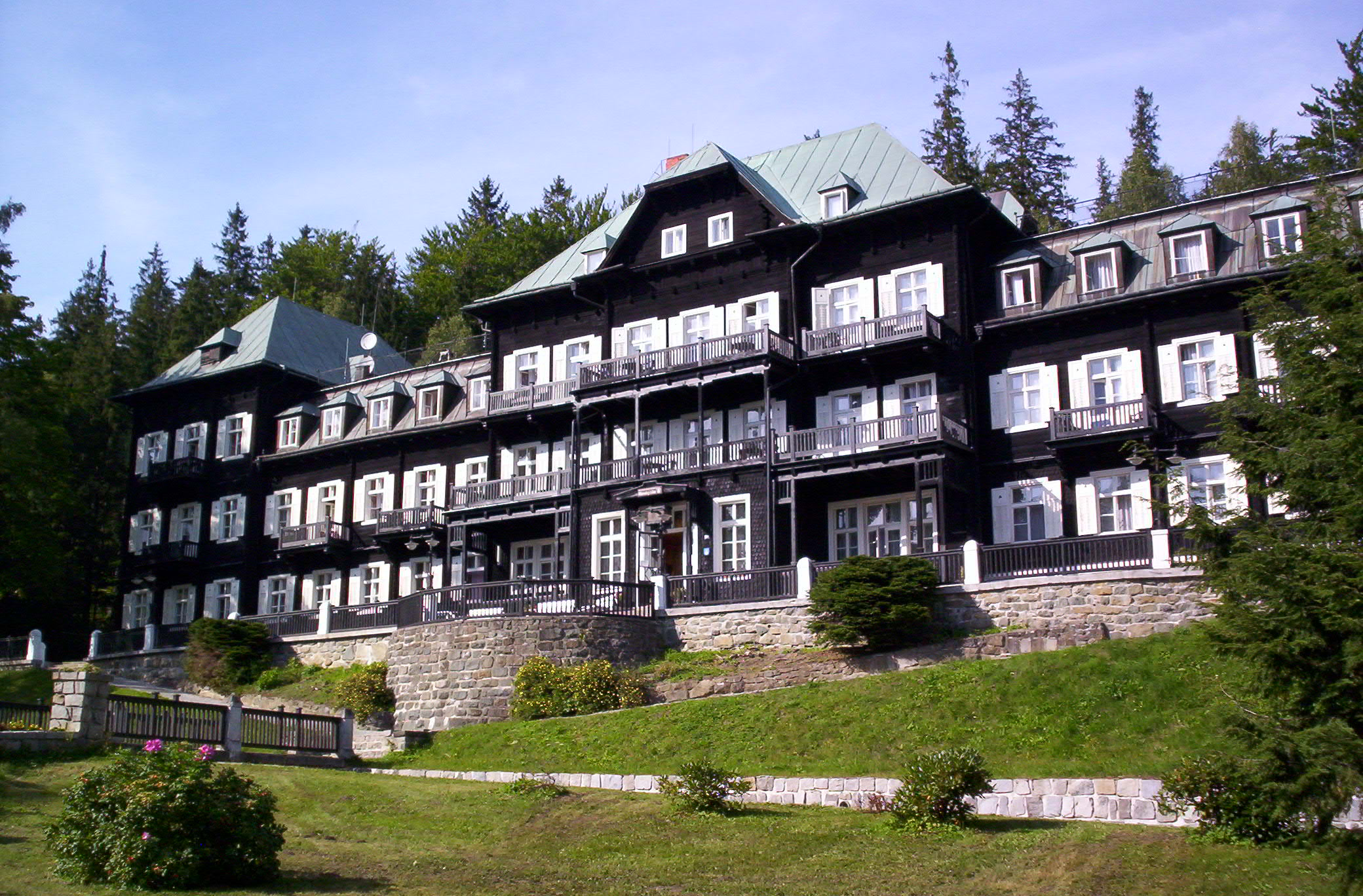
Slezský dům

V letech 1926–1928 se v Karlově Studánce a v jejím okolí jezdil automobilový závod Pradědský okruh. Byl to první automobilový závod na okruhu, který se v Československu uskutečnil, legendární 1. Československá Tourist Trophy se uskutečnila v roce 1926. Start a cíl byly v Karlově Studánce u hotelu Hubertus (vyhořel 2x v roce 2000 a 2001, dnes zde stojí Apatmánový dům Hubertus), kde bylo i parkoviště závodních strojů a depo.
V roce 1928 byl objeven pramen Bezejmenný, o rok později Trubačův nebo také Trubkový, který byl nalezen v padlém stromu, a o další rok později Norbert. Poté co byla Karlova Studánka roku 1938 připojena na základě mnichovských událostí k Německu byl majetek řádu německých rytířů uloupen nacionálními socialisty. Během 2. světové války byly lázně často navštěvovány nacionálně socialistickými představiteli. Konaly se zde konference a porady.
Až do konce války bylo území osídlené z velké většiny Němci, kteří byli po válce vystěhováni. 50. a 60. léta přinesla hydrogeologické průzkumy a velmi hluboké vrty. Do současnosti je z těchto vrtů využíván 126 metrů hluboký vrt S2A, ze kterého vyvěrá pramen Petr a také vrt S7 s pramenem Vladimír a hloubkou 117,8 metru. V roce 1987 byl zbořen Skleněný domek. V letech 1995–2001 prošly lázeňské budovy rozsáhlými rekonstrukcemi. V současnosti lázně patří státu a specializují se na léčbu onemocnění cest dýchacích a plic. K léčbě hojně napomáhá také zdejší horské klima. Dále se zde léčí pacienti s cévními nemocemi, s kloubními a páteřními obtížemi a pacienti po onkologických nemocech.
Řád německých rytířů nyní[kdy?] podniká kroky k navrácení Karlovy Studánky. V případě, že by došlo k navrácení, nadále by sloužila ke svému účelu a byla by přístupná veřejnosti.
V první polovině března 2016 vláda rozhodla o vyjmutí státních Horských lázní Karlova Studánka z privatizace. Majetek, který stát nepotřebuje k lázeňské péči, by se měl pravděpodobně prostřednictvím ministerstva financí privatizovat, zbytek má být vrácen ministerstvu zdravotnictví. Obec chce od státního lázeňského podniku získat do svého vlastnictví například pozemky a komunikace kolem budovy úřadu a školky. Nadále ovšem probíhaly spory s Německým řádem, který se soudně domáhá vydání lázní i nemovitostí v obci. Mediální zástupce Německého řádu Mikoláš Černý řekl ČTK, že řád by se v případě získání majetku určitě snažil s těmi, kdo jej dosud využívají, domluvit a postupovat humánně, nechce nic blokovat nebo komplikovat. Pro veřejnost by se prý po změně majitele nic nezměnilo. Starostka obce trvá na tom, že obci patří základní škola, úřad, mateřská škola a kaple svatého Huberta, které obec nabyla řádně dle zákona. Stát majetek konfiskoval podle Benešových dekretů, přičemž řád argumentuje tím, že majetek sice nebyl konfiskován řádu, ale nacistům, kteří Německý řád zrušili jako nepřátelský říši.

## Vývoj počtu obyvatel
Počet obyvatel Karlovy Studánky podle sčítání nebo jiných úředních záznamů:
| Rok            | 1869 | 1880 | 1890 | 1900 | 1910 | 1921 | 1930 | 1950 | 1961 | 1970 | 1980 | 1991 | 2001 |
| -------------- | ---- | ---- | ---- | ---- | ---- | ---- | ---- | ---- | ---- | ---- | ---- | ---- | ---- |
| Počet obyvatel | 50   | 42   | 50   | 45   | 67   | 71   | 149  | 331  | 230  | 244  | 261  | 228  | 230  |

1. ↑  z toho: 5 Čechoslováků, 131 Němců; 138 řím. kat., 8 evang., 2 bez vyzn.
2. ↑  z toho: 219 Čechů, Moravanů a Slezanů, 8 Slováků; 52 řím. kat., 1 čsl. hus., 5 evang., 141 bez vyzn.

V Karlově Studánce je evidováno 77 adres: 76 čísel popisných (trvalé objekty) a 1 číslo evidenční (dočasné či rekreační objekty). Při sčítání lidu roku 2001 zde bylo napočteno 55 domů, z toho 44 trvale obydlených.

## Územní spor
Obec Karlova Studánka vznikla jako samostatná obec s vlastním katastrem k 1. lednu 1953 vyčleněním části území z katastru obcí Suchá Rudná, Ludvíkov a Malá Morávka. Rozloha nového katastru byla poměrně velmi malá (přibližně 54 ha) a zahrnovala pouze bezprostřední okolí lázeňského osídlení.
Po svém vzniku začala obec usilovat o územní rozšíření a získala k tomu podporu jak od okresního národního výboru v Bruntále, tak od orgánů či organizací provozujících rekreační zařízení v této zájmové oblasti (chaty Ovčárna a Barborka a Kurzovní chata). Protože Malá Morávka byla mezitím přeřazena do okresu Rýmařov, požadavky se musel zabývat krajský národní výbor v Olomouci, protože změnami hranic obcí by došlo i ke změně hranic okresů. Změna hranic obcí a tím i okresů, tj. odpojení severní části katastru obce Malá Morávka o rozloze kolem 400 ha (okolí Pradědu s rekreačními chatami Barborka a Ovčárna) byla s účinností od 1. ledna 1955 po předchozím souhlasu dotčených obcí schválena plenárním zasedáním KNV v Olomouci dne 5. února 1955.
K realizaci nově stanovených hranic v terénu a v katastrální mapě však nikdy nedošlo, přestože změna hranic byla publikována v tehdejším Úředním listu ve smyslu vládního nařízení č. 16/1954 Sb. Podle textu usnesení KNV v Olomouci mělo být od katastru obce Malá Morávka odloučeno území o rozloze přibližně 400 ha, zatímco později sporné území mělo rozlohu 1034 ha, což znamená, že slovní znění tohoto usnesení je v rozporu s deklarovaným elaborátem Oblastního ústavu geodézie a kartografie v Opavě, které tak je spíše jen zobrazením požadavků a nároků obce Karlova Studánka, nikoli promítnutím skutečného či domnělého právního stavu.
V roce 1987, když obě obce již spadaly do okresu Bruntál, plenární zasedání ONV v Bruntále dne 17. června 1987 pod čj. vnitř. 28/1987 schválilo se souhlasem národních výborů dotčených obcí (Karlova Studánka dala souhlas na plenárním zasedání 27. října 1986) změny hranic katastrálních území obcí Vrbno pod Pradědem, Karlova Studánka, Karlovice, Heřmanovice, Malá Morávka, Holčovice, Světlá Hora a Široká Niva. Podle této změny hranic spadá podstatná část sporného území do katastru obce Malá Morávka a liší pouze v detailech od hranice z roku 1953. Toto rozhodnutí o změně hranic bylo realizováno v katastrálních mapách i vyznačením v terénu.
Fakticky si však výkon správy ve sporném území atrahovala obec Karlova Studánka, a to zejména tím, že vyměřovala a vybírala místní poplatky.
Po roce 1989 se obec Karlova Studánka úspěšně domáhala legalizace tohoto stavu, přednosta Okresního úřadu v Bruntále zaslal dne 18. března 1991 zainteresovaným obecním úřadům i na orgány geodézie dopis, v němž tvrdí, že rozhodnutí ONV v Bruntále z roku 1987 je nicotné. Obec Malá Morávka se proti tomuto názoru ohradila podáním Ministerstvu vnitra ČR. Ministerstvo odmítlo „deklaraci nicotnosti“, avšak podle pozdějšího nálezu ústavního soudu nedostatečně rozlišovalo mezi nesprávným či nezákonným správním aktem a aktem nicotným. Následně se obec Karlova Studánka obrátila na Okresní soud v Bruntále s žalobou na určení katastrálních hranic mezi oběma obcemi. Okresní soud v Bruntále však řízení zastavil pro nedostatek pravomoci soudu.
Rozhodnutí z let 1955 i 1987 byla vydána oprávněným státním orgánem při respektování tehdy platných právních předpisů, tedy pozdějším rozhodnutím bylo derogováno předchozí rozhodnutí, avšak obec Karlova Studánka tvrdila, že rozhodnutí KNV z roku 1955 nebylo žádným dalším rozhodnutím zrušeno ani změněno. Na sporné území si však činily nárok obě obce, na což stavební úřad ve Vrbně pod Pradědem reagoval tak, že ke stavebním řízením zval jako dotčené instituce obě obce. Obě obce rovněž trvaly na tom, že na daném území mají kompetence ve vztahu k záležitostem veřejného pořádku.
Ministerstvo vnitra ČR svým přípisem z 1. července 1998 odmítlo v celé záležitosti rozhodovat a ztotožnilo se se stanoviskem ředitele odboru všeobecné správy vyjádřeným v dopise ze dne 11. června 1998. Obec Malá Morávka podala ústavní stížnost proti nečinnosti Ministerstva vnitra ČR i Okresního úřadu v Bruntále. Z korespondence vedené s Okresním úřadem v Bruntále plynulo, že tento úřad se ztotožňoval s právním názorem obce Karlova Studánka, že katastrální hranice byly dosud určeny usnesením KNV v Olomouci ze dne 21. 12. 1954, a proto okresní úřad odmítl učinit jakákoli opatření proti nesprávným či nezákonným aktům této obce. Obec Malá Morávka v ústavní stížnosti hodnotila nečinnost okresního úřadu v této věci jako nezákonný zásah okresního úřadu do práv zastupitelstva obce Malá Morávka. Protože jde o kompetenční spor mezi orgány dvou samosprávných celků, rozhodnutí přísluší ústavnímu soudu. Ústavní soud rozhodl ve prospěch obce Malá Morávka. Podle soudce zpravodaje Vladimíra Čermáka Ústavní soud v tomto případě vůbec poprvé řešil kompetenční spor mezi orgány územní samosprávy. Na daních a místních poplatcích obec Karlova Studánka z tohoto rekreačního území získávala údajně kolem 100 000 Kč ročně, tedy územní ztráta rozpočet ve výši kolem 4 miliónů korun neohrozila.
Dne 28. března 2007 zastupitelstvo obce Karlova Studánka schválilo změny katastrálních území, které pro Karlovu Studánku představují přírůstek o výměře 0,889 374 2 km² z katastrálních území Suchá Rudná, Podlesí pod Pradědem, Stará Voda v Jeseníkách a Malá Morávka v souvislosti s územními změnami obcí Světlá Hora, Karlova Studánka, Malá Morávka. V programu jednání byl bod nazván „Změny katastrálního území – Ovčí vrch“.

## Doprava
Obec leží na silnicích druhé třídy : II/445 a II/450. Z obce jezdí přes letní sezonu autobusová linka určená pro seniory a zdravotně hendikepované na vrchol Praděd.

## Volný čas a turistika

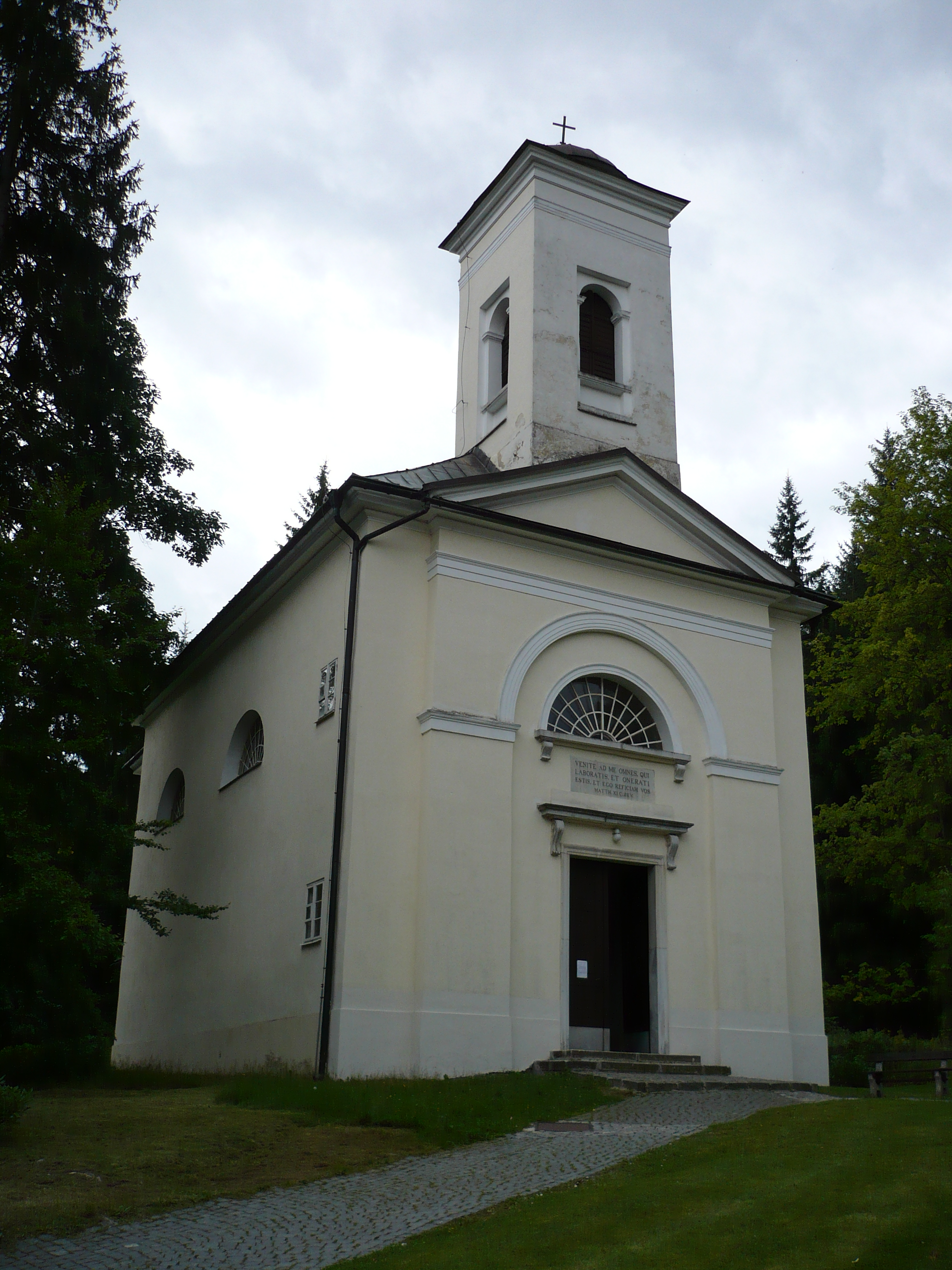
Kostel Panny Marie Uzdravení nemocných

V obci se nachází bazénový komplex s vodoléčbou a termoterapií (v Letních lázních), tělocvična a fitcentrum Orlík, dva tenisové kurty (v zimě kluziště). V zimě můžete využít 600 metrů dlouhou modrou sjezdovku s převýšením 55 metrů, která se nachází ve východní části obce, nedaleko dolního parkoviště.
Známým a navštěvovaným místem v lázních je také uměle vybudovaný vodopád na řece Bílá Opava. V horní, tedy západní, části obce se nachází geologická expozice kamenů z Jeseníků a ještě dále dřevěná Kaple sv. Huberta a naproti ní bývalý lovecký zámeček Hubertov. Věřící mohou navštívit kostel Panny Marie Uzdravení Nemocných. Většina kulturních akcí se koná v lázeňském domě Libuše nebo v Hudební hale.
Z Karlovy studánky směrem k Pradědu vede naučná stezka Bílé Opavy, po které můžete dojít až k chatě Barborka. V okolí je také mnoho cyklostezek. 33 kilometrů daleko od obce se nachází hrad Sovinec. Kromě dalších pěších tras, značených Klubem českých turistů, jsou v lázních vyznačeny také čtyři lázeňské okruhy (oficiální název lázeňský rehabilitační okruh). Začátek a konec všech okruhu je před lázeňským domem Libuše a proto je samozřejmě možné jít také opačným směrem.
Žlutý okruh: je nejkratší a nejlehčí, po pěších cestách v lázeňském parku. Od LD Libuše vede nad silnicí a Bílou Opavou na západ mírně do kopce, nejprve kolem Slezského domu. Za mostem přes Bílou Opavu lze udělat krátkou odbočku (asi 150 metrů) podél řeky k umělému vodopádu a vrátit se zpět. Po překročení silnice je vidět památný strom jedle v lázeňském parku. U okraje geologického parku se cesty záhy stáčí zpět na východ přes jižní část lázeňského parku, dále blízko kostela Panny Marie, těsně kolem buku u mateřské školy a poté se již stáčí přes silnici zpět k Libuši. Délka 2,2 kilometru (bez odbočky k vodopádu), převýšení 30 metrů.
Zelený okruh: je jen o trochu delší (2,5 kilometru), ale má již vyšší převýšení (110 metrů). Vede od Libuše nejprve na jih kolem Letních lázní, dále do kopce cestou v lese (souběžně zde je značeno hned několik dalších turistických tras) k rozcestí a sedlu Hvězda (u něj je velké, tzv. horní parkoviště, a lze odsud za poplatek vyjet autobusem nebo autem na Ovčárnu a odtud dojít pěšky na Praděd). Ze sedla Hvězda malý kousek trasy vede po silnici přibližně východním směrem (na Suchou Rudnou), ale brzy odbočí lesem zpět k Libuši.
Červený okruh: délka okruhu 4 km, převýšení 100 metrů. Začátek trasy je shodný se zeleným okruhem (kolem Letních lázní směrem na Hvězdu), dále lesem (nikoli po víceméně souběžné frekventované silnici) ke kapli sv. Huberta, kolem umělého vodopádu a po cestě za Slezským domem zpět k Libuši. Za kaplí sv. Huberta lze udělat krátkou odbočku ke křižovatce, kde rostou hned tři památné stromy: buk na křižovatce pod Hubertovem (buk s největším obvodem kmene v celé CHKO Jeseníky) a dvě lípy u Hubertusu.
Modrý okruh: délka okruhu 3,85 km, převýšení 154 metrů (největší z lázeňských okruhů). Od parkoviště za LD Libuše stoupá lesní cesta místy poměrně prudce k Rolandovu kameni (936 metrů, za dobrého počasí pěkné vyhlídky), odtud lesní cestou přibližně na západ po lesní cestě (zhruba v polovině překračuje silnici II/450), po druhém překročení této silnice cesta vede podél náhonu zpět do lázní, míjí přepad z náhonu k umělému vodopádu (ten ale seshora není vidět), cesta klesá za Slezský dům a dále po parkové cestě k Libuši.

## Minerální prameny

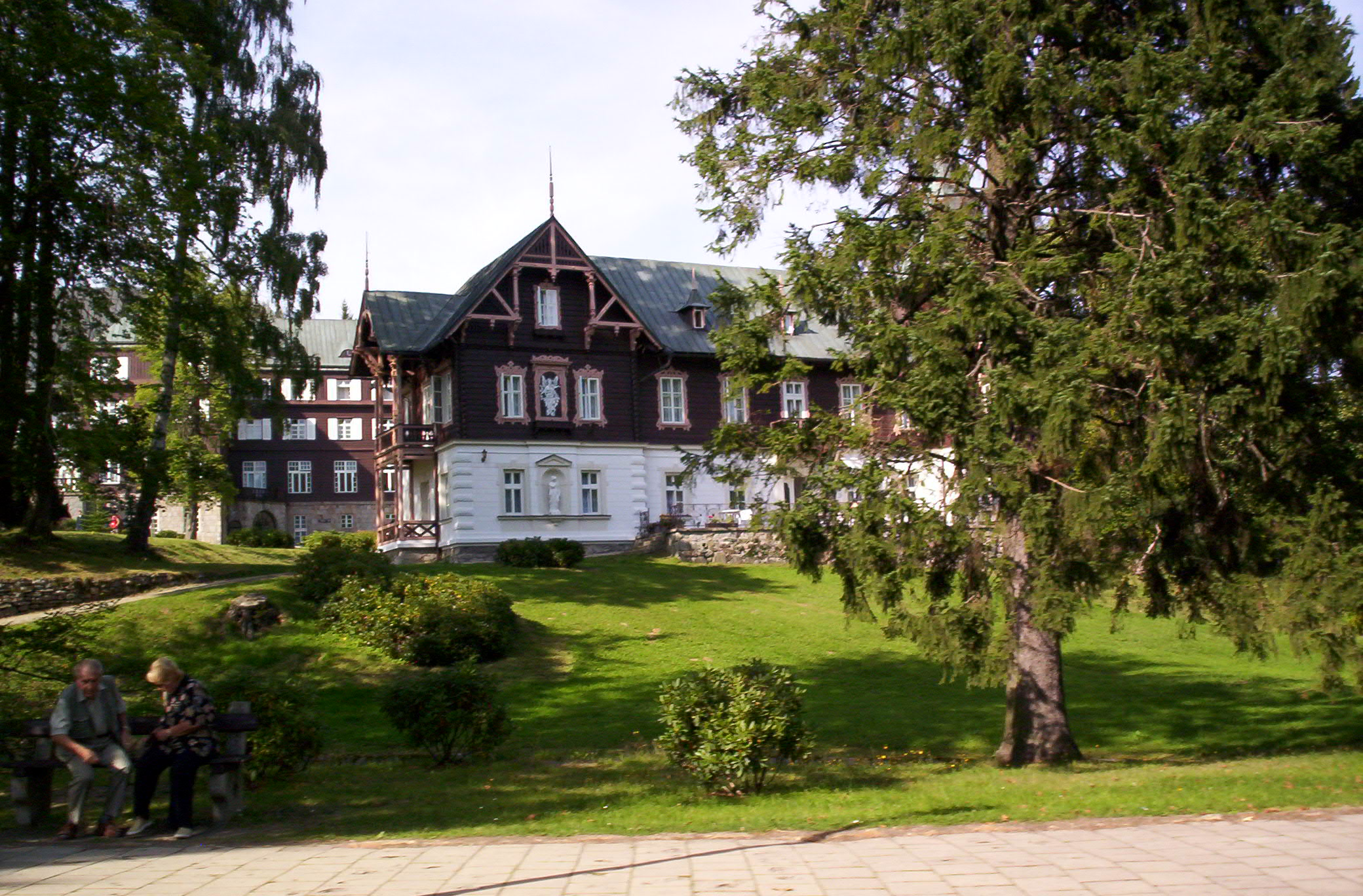
Domy Vlasta (vpředu) a Libuše (vzadu)

Pramenů je v Karlově studánce celkem osm: pramen Maxmilián, pramen Karel, pramen Antonín, Filozofický pramen, Bezejmenný pramen, pramen Norbert, pramen Petr a pramen Vladimír. Některé jsou pojmenovány po známých osobnostech jako např. pramen Maxmilián po Maxmiliánu, synovi Marie Terezie, který nařídil prohledat okolí obce a nalezl tak ony léčivé vody. Pramen Karel původně nesl jméno "Lesní studánka", avšak po návštěvě slavného vojevůdce velmistra Řádu německých rytířů Karla Ludvíka v roce 1802 byl přejmenován na "pramen Karlův". Následně byl zrušen v 60. letech 20. století díky jeho postupnému slábnutí. Pramen Antonín byl objeven roku 1812 a dostal jméno po velmistru Řádu německých rytířů Antonu Viktorovi. Dnes tento pramen není využíván. Pramen Petr (dříve nazývaný pramen Vilém) byl objeven roku 1862 a byl pojmenován po velmistru Řádu německých rytířů Vilému Františku Karlovi. V roce 1966 byl vyhlouben vrtem hlubokým 126 m a přejmenován po náměstkovi ředitele lázní Jeseník. Pramen je využíván v "Pitném pavilonu" a "Letních lázních". Pramen Filozofický se nacházel u stezky filozofů, která vedla od "Hotelu Džbán" směrem k dnešnímu informačnímu centru. Bezejmenný pramen byl objeven roku 1928, dnes je bez využití. Pramen Norbert je pojmenován po ThDr. Norbertu Kleinovi. Nachází se mezi vrtem "Petr" a "Vladimír". Pramen Vladimír získal jméno po hydrologu RNDr. Vladimíru Řezníčkovi, který řídil v 60. letech 20. století vrtné práce. Všechny zdejší prameny mají vysoký podíl oxidu uhličitého díky rašeliništím, které zabraňují odvětrávání. Dále jsou tyto minerální vody hydrouhličitanové, vápeno-hořečnaté, slabě mineralizované, hypotonické s obsahem železnatých iontů. Některé prameny je možno stočit např. v Pitném pavilonu, kde se nachází pramen Petrův, nebo v lázeňském domě Libuše, popřípadě v Letních lázních.

## Osobnosti
- Johann Hönig (1810–1886) rakouský matematik, vysokoškolský pedagog a politik
- Erich Hürden (1884–1969) rakouský malíř a grafik, žijící v letech 1917–1946 v Karlově Studánce

## Ve filmu
V Karlově Studánce se natáčely následující filmy a seriály:
- S tebou mě baví svět (1982, režie: Marie Poledňáková): Slezský dům (Karlova Studánka čp. 3, Hotel, kde Gábina bydlí a kam za ní každý večer přijíždí Pepa na lyžích) a Letní lázně (Karlova Studánka čp. 27, koncert Gábiny)[26]
- Místo zločinu Ostrava: 9. díl televizního seriálu nazvaný Kubelíkův případ (2020, režie: Jan Hřebejk).[27]
- To se vysvětlí, soudruzi!: 7. díl Srdečné pozdravy z lázní, v seriálu se objevují především lázeňské domy Slezský dům a Libuše. Natáčely se zde zejména záběry levitující Evy Zajícové (hraje Darija Pavlovičová), dcery badatele Davida Zajíce (Jiří Macháček). V lázních se natáčelo v červenci 2023, premiéra 1. dílu 3. března 2024 na ČT1.[28]

## Galerie

### Lázeňské domy

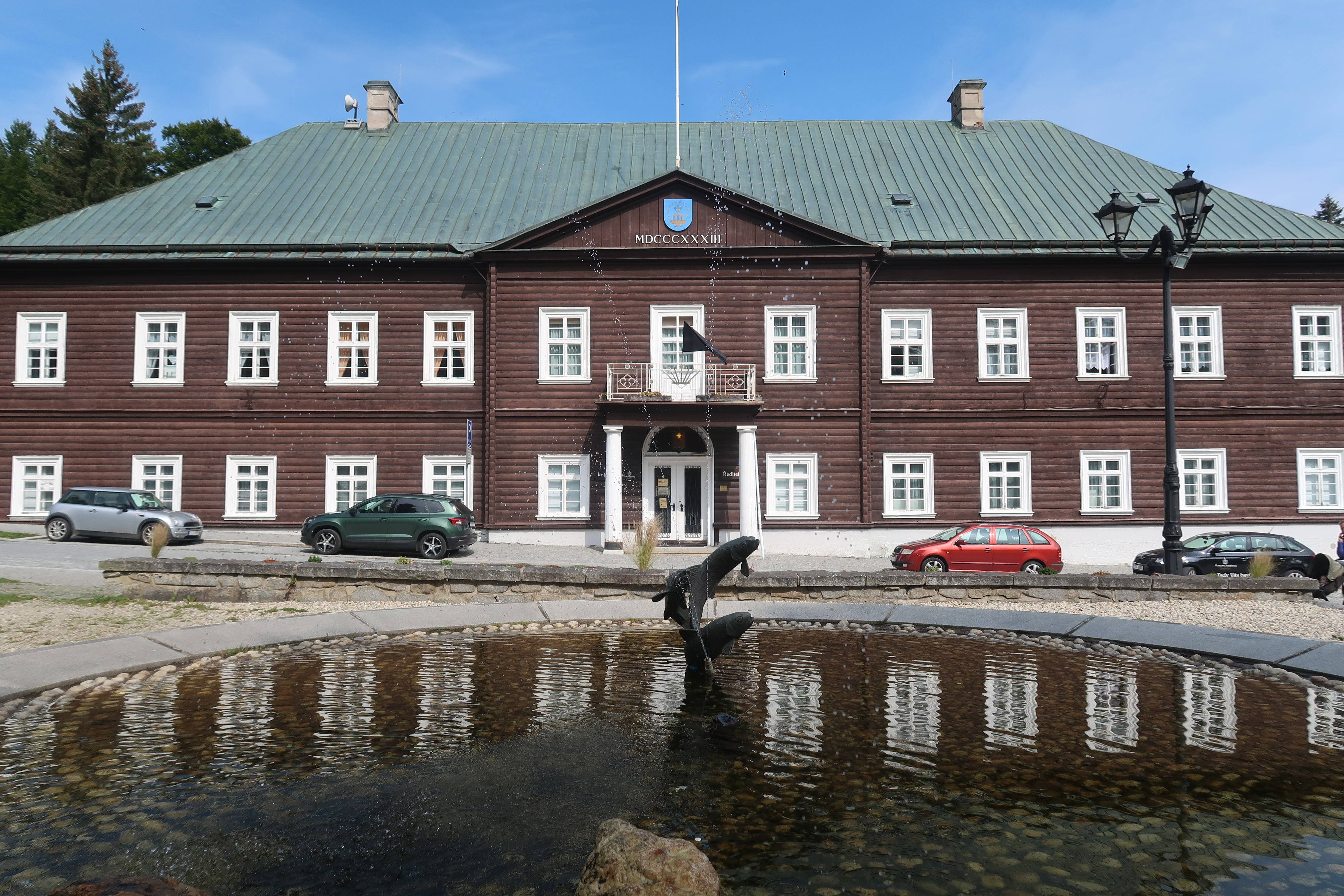
Knížecí dům, dnes ředitelství lázní (1832–1833)
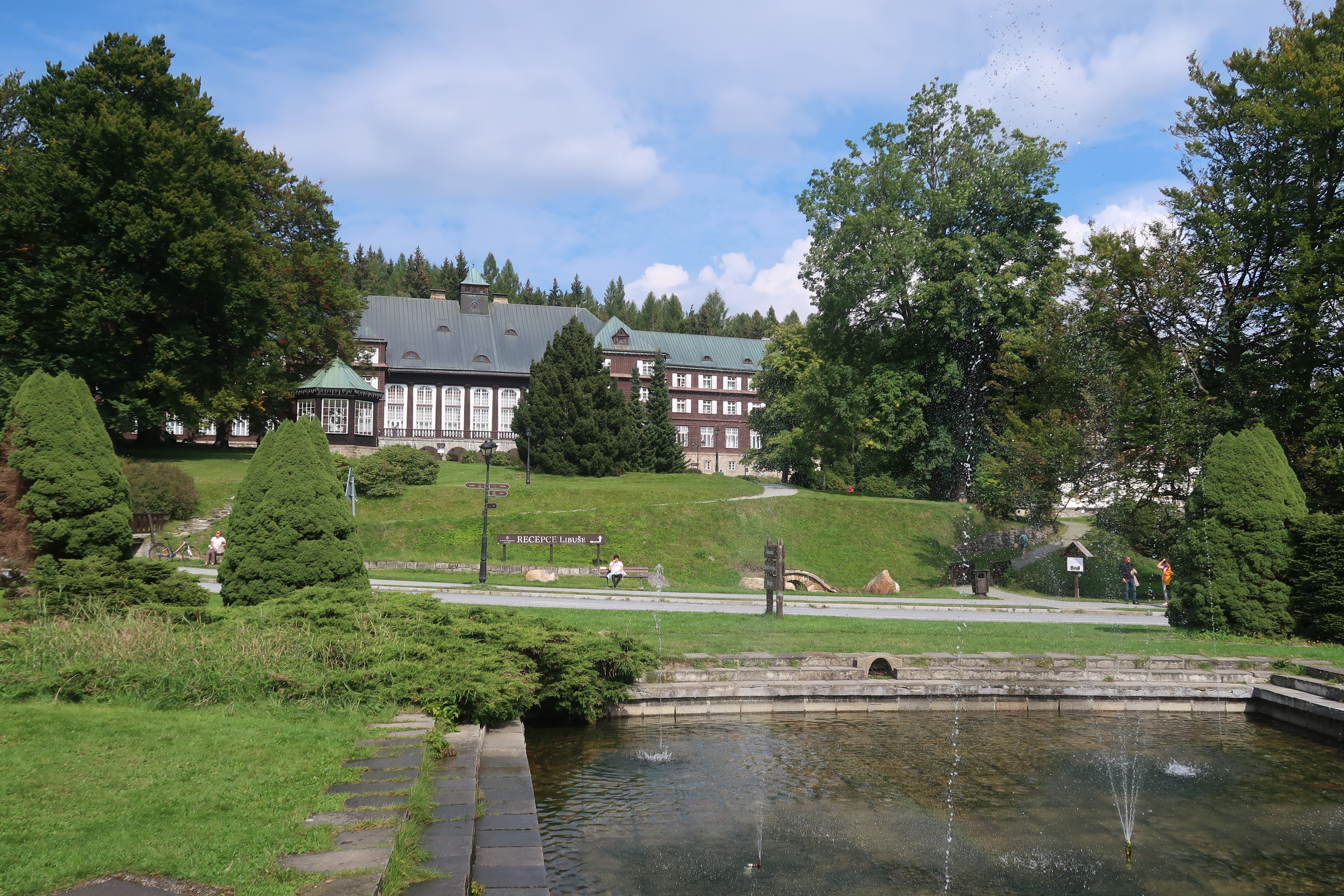
Lázeňský dům Libuše pohledem od Letních lázní
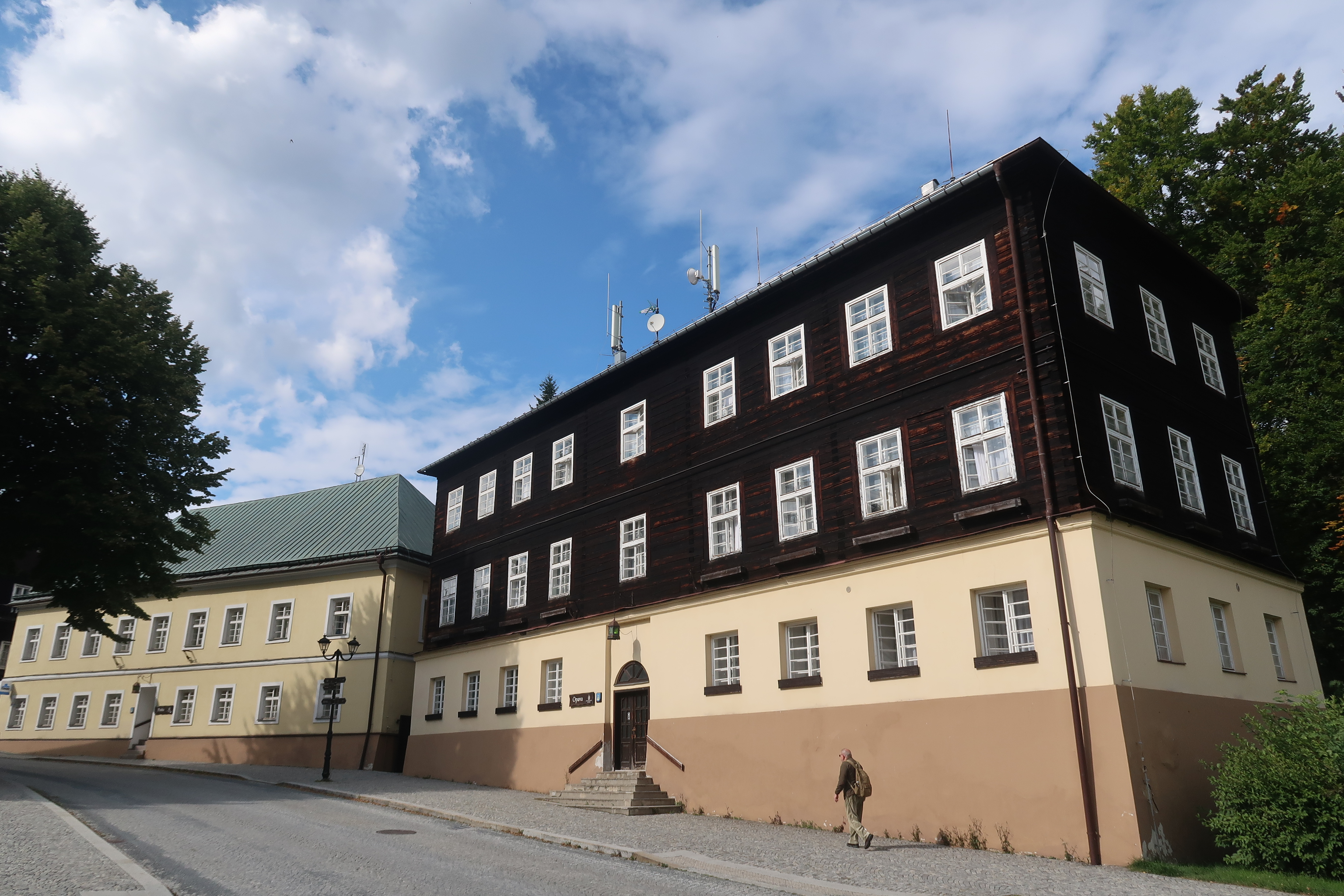
Pošta a lázeňský dům Opava
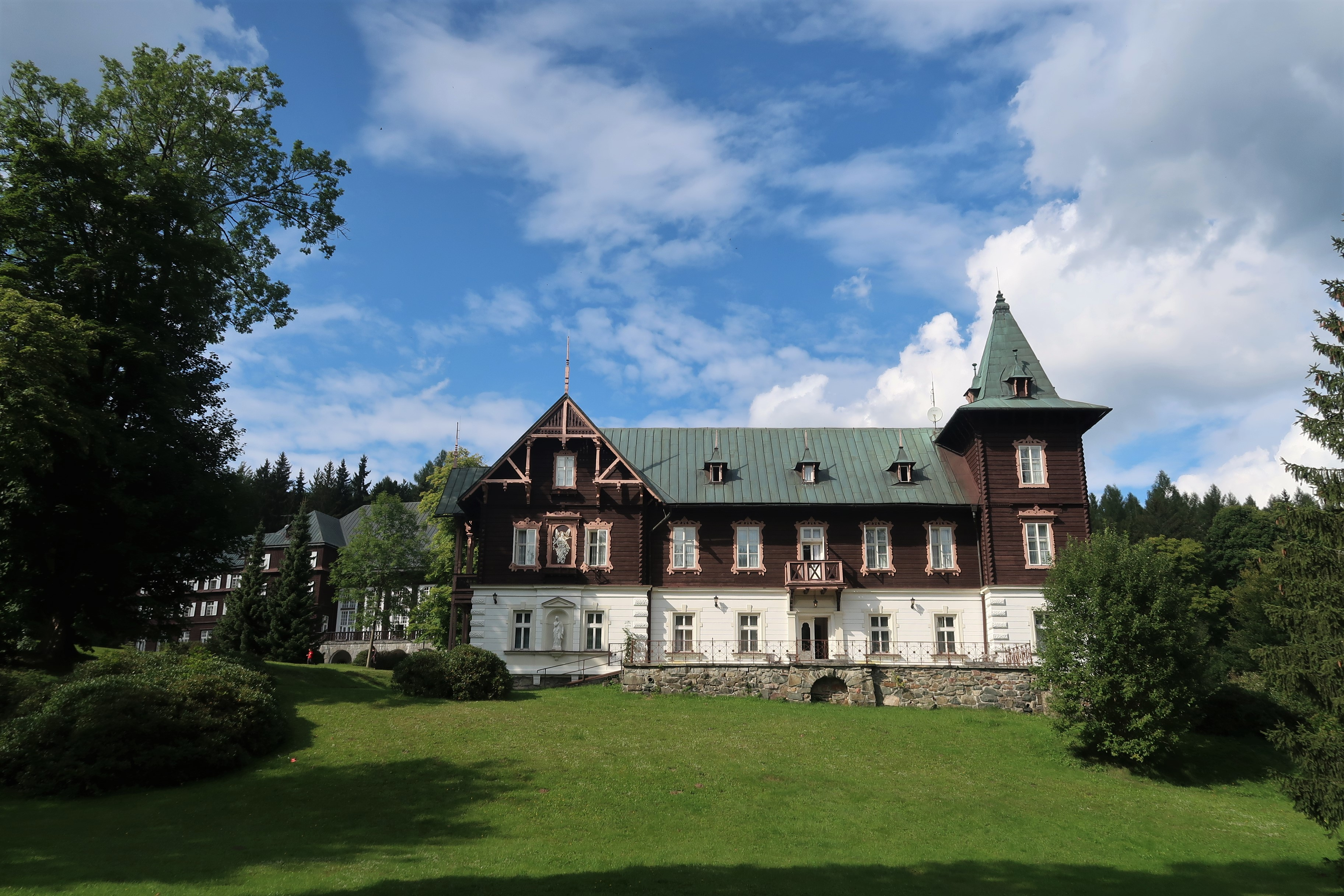
Vila Vlasta (1893–1894, dříve vila Wilhelm)

### Památné stromy
Na území Karlovy studánky bylo do roku 2024 vyhlášeno pět památných stromů (šest, pokud dvojici společně vyhlášených lip počítáme zvlášť). Jsou uvedeny ve směru od západu k východu (od odbočky do lázní k tzv. dolnímu parkovišti).

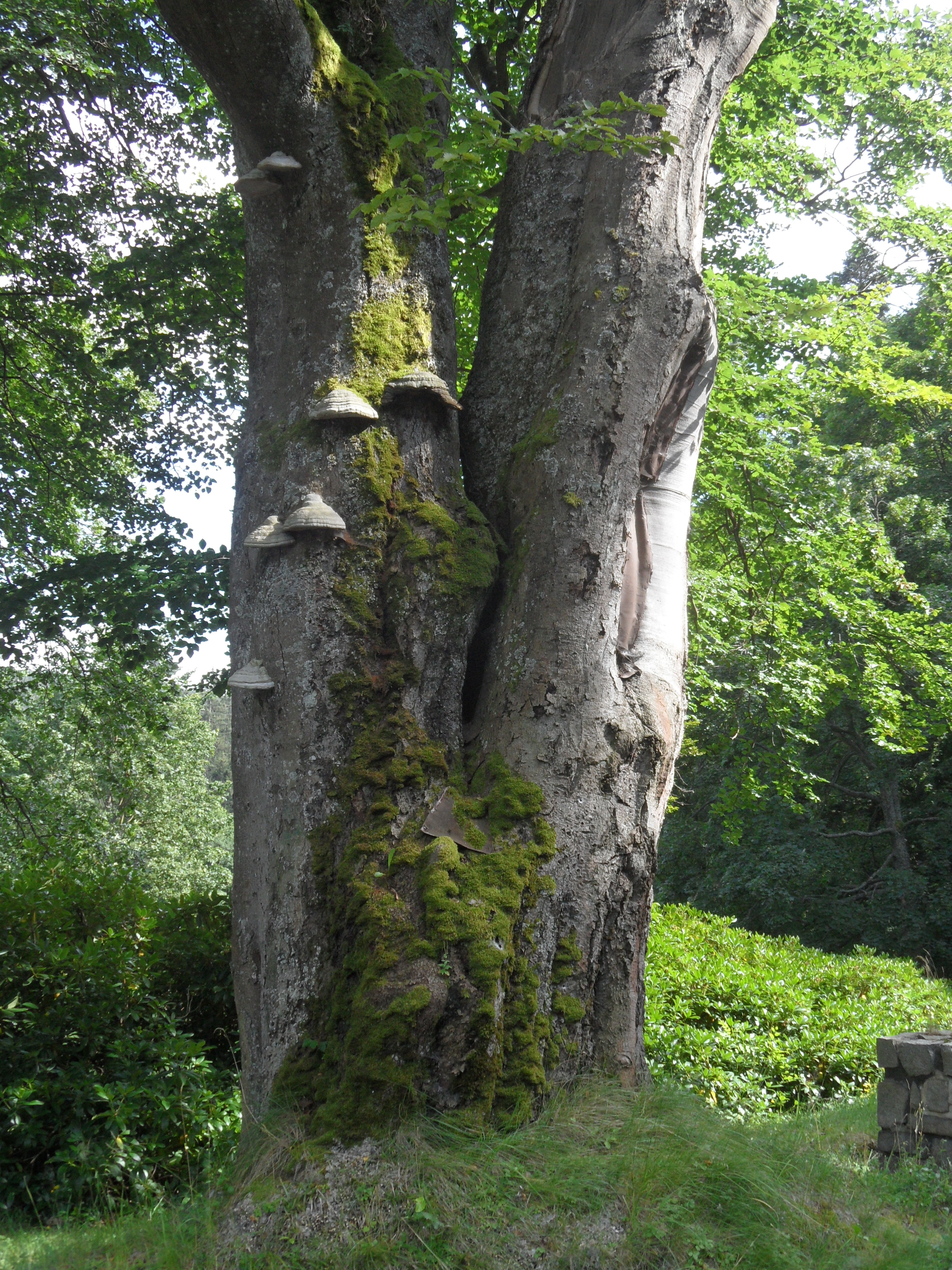
Buk na křižovatce pod Hubertovem
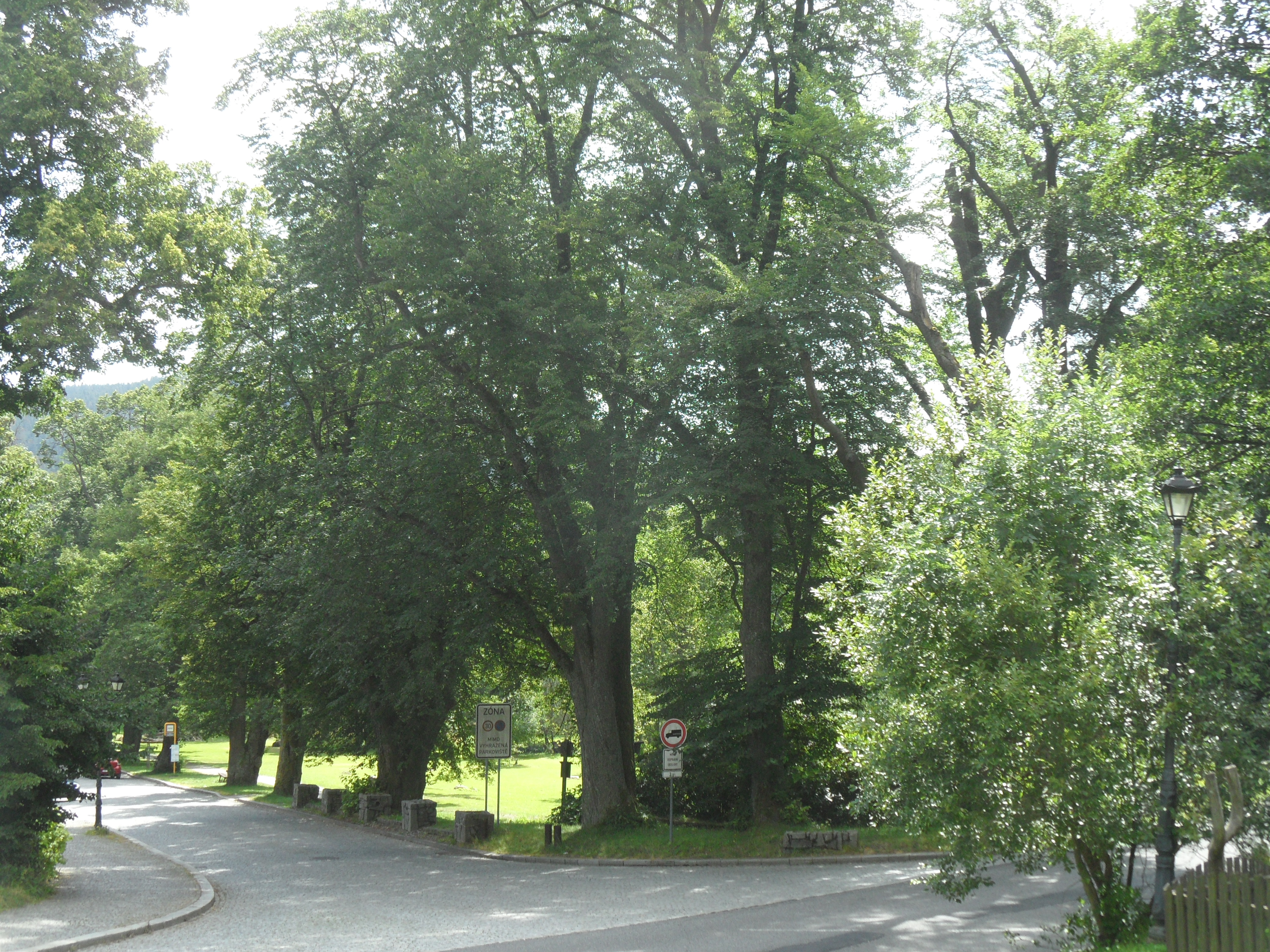
Lípy u Hubertusu (celá alej)
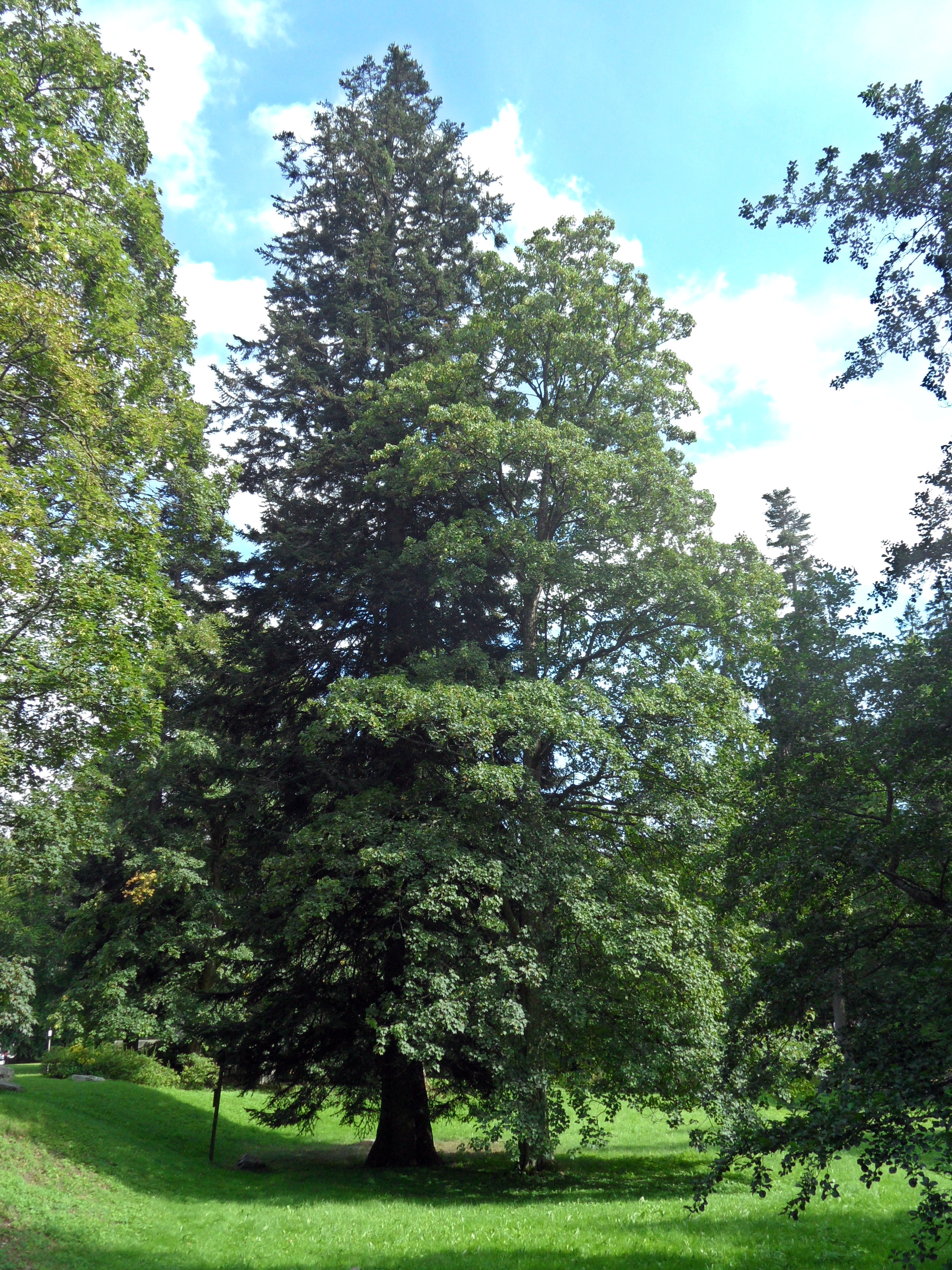
Jedle v lázeňském parku (nad Pitným pavilónem)
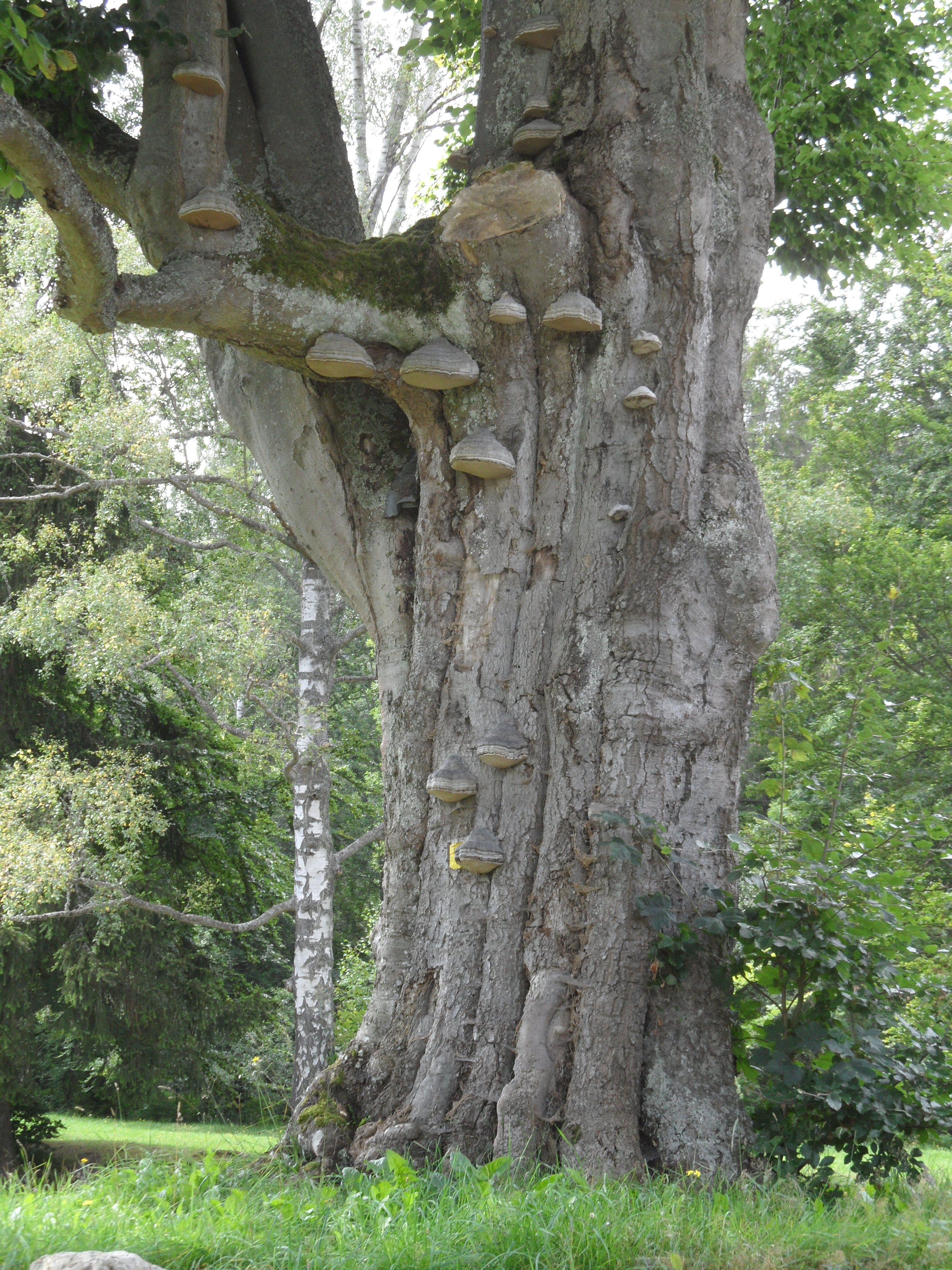
Buk u mateřské školy
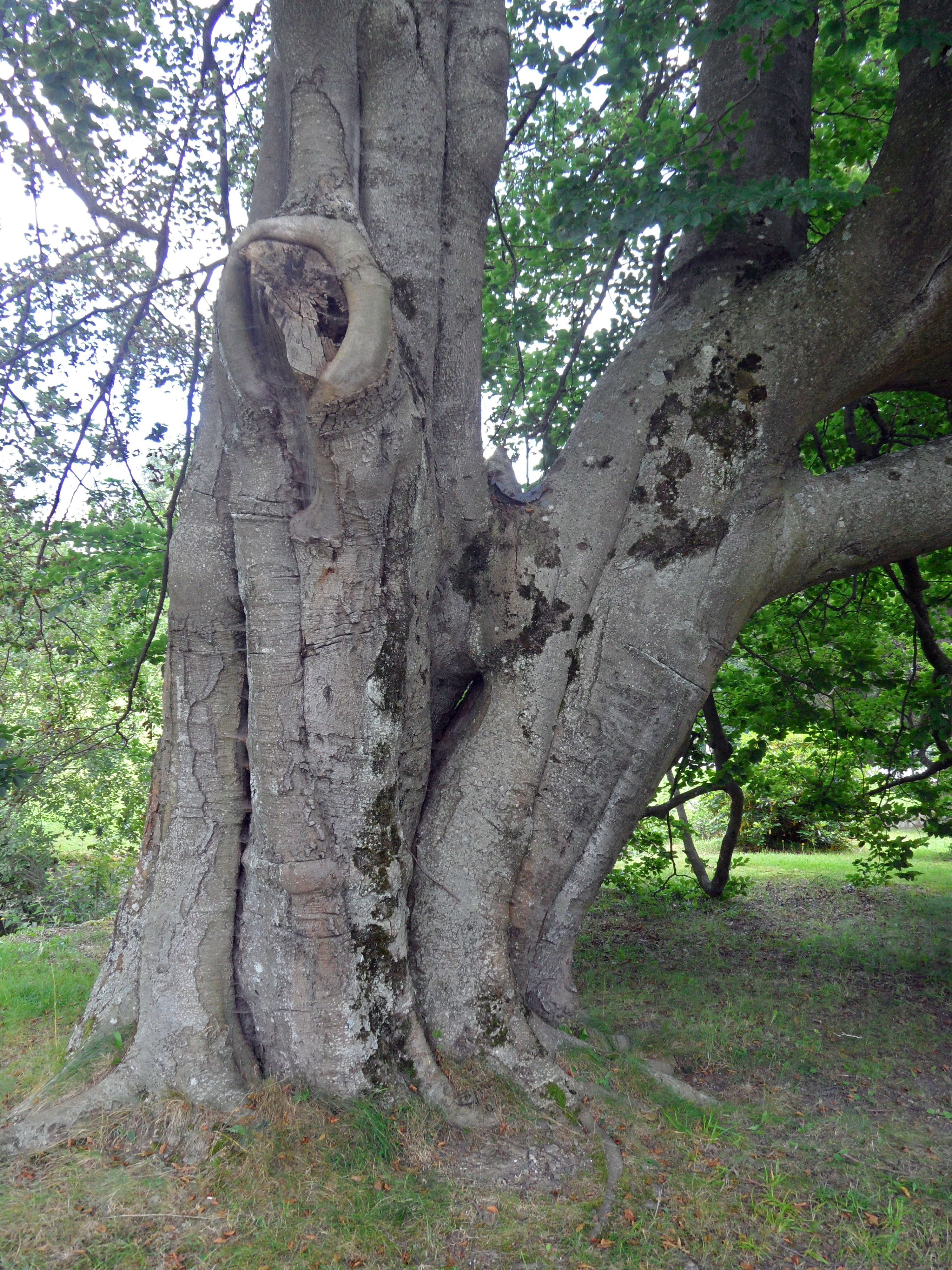
Buk dvoják u mostu: detail dvou hlavních kmenů

### Jiné zajímavosti

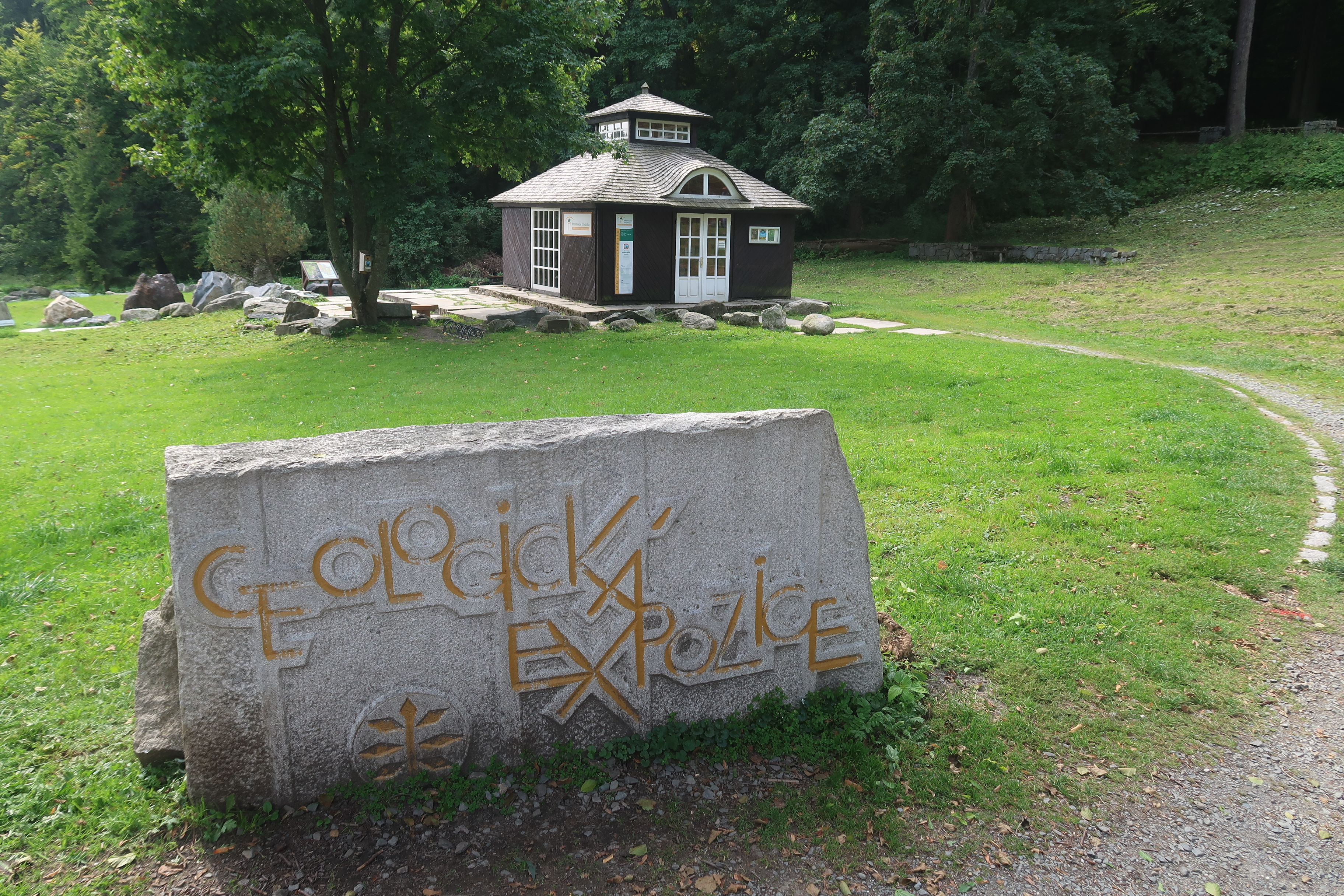
Geologická expozice a informační centrum
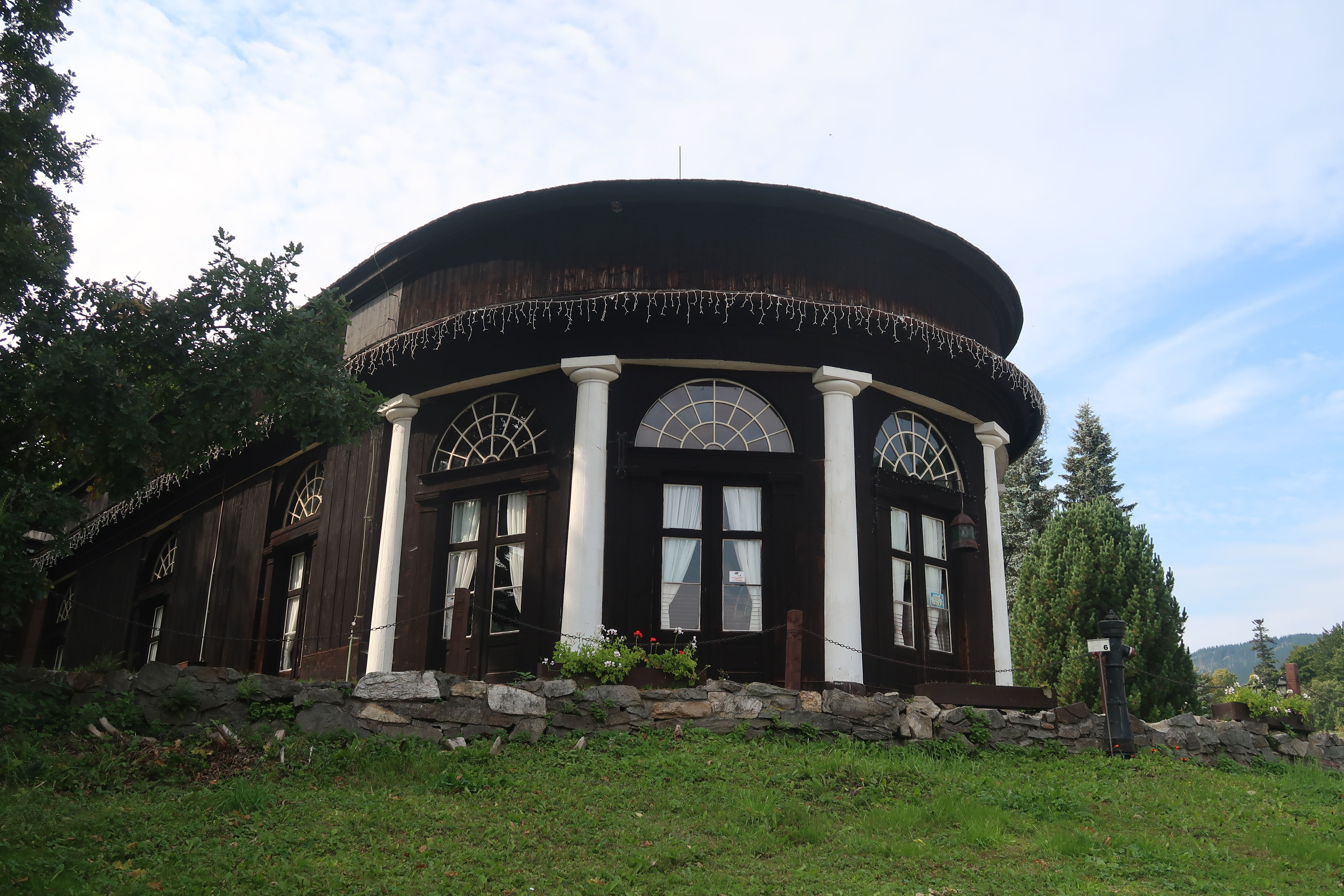
Hudební hala (1836–1837)
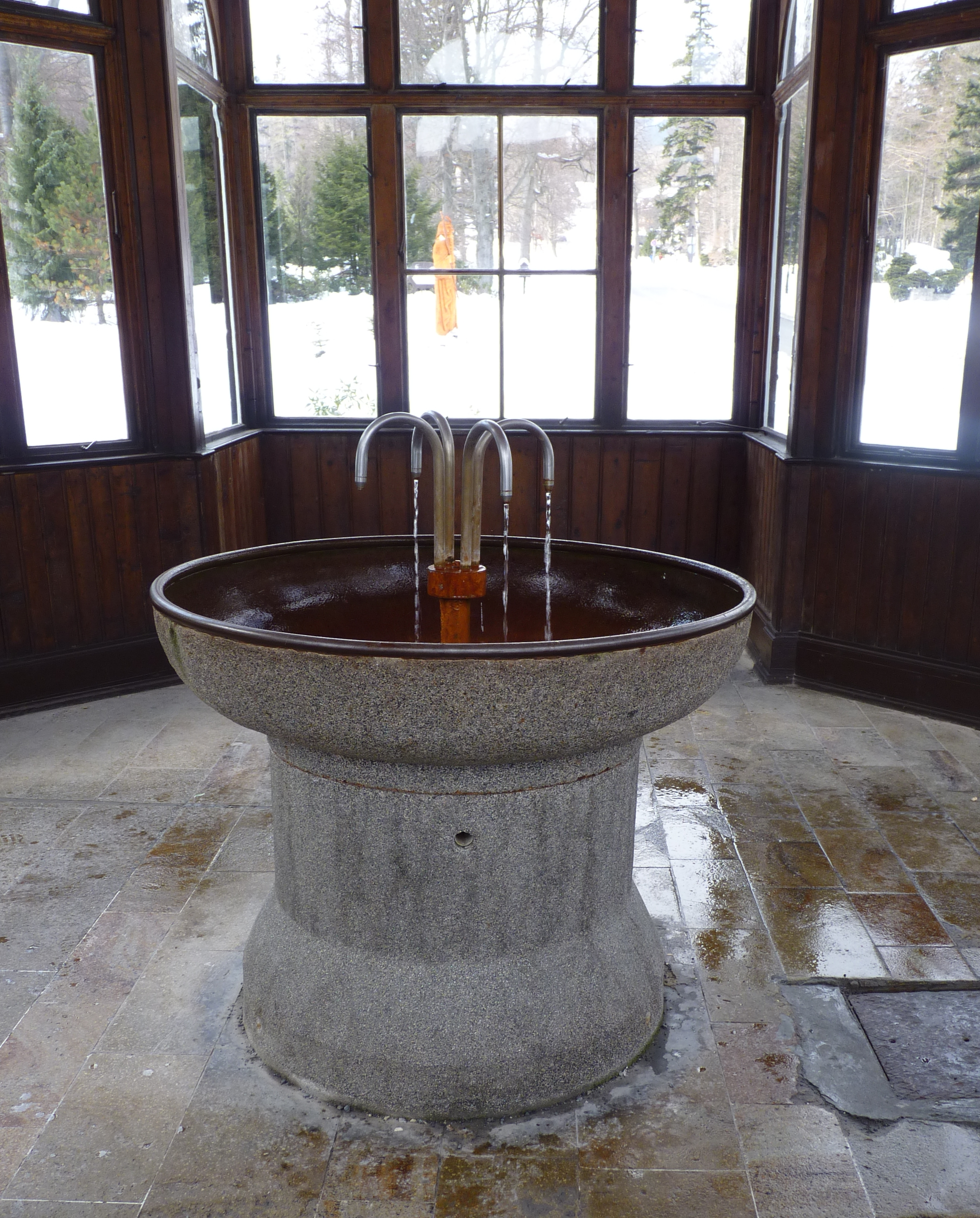
Minerální pramen Petr
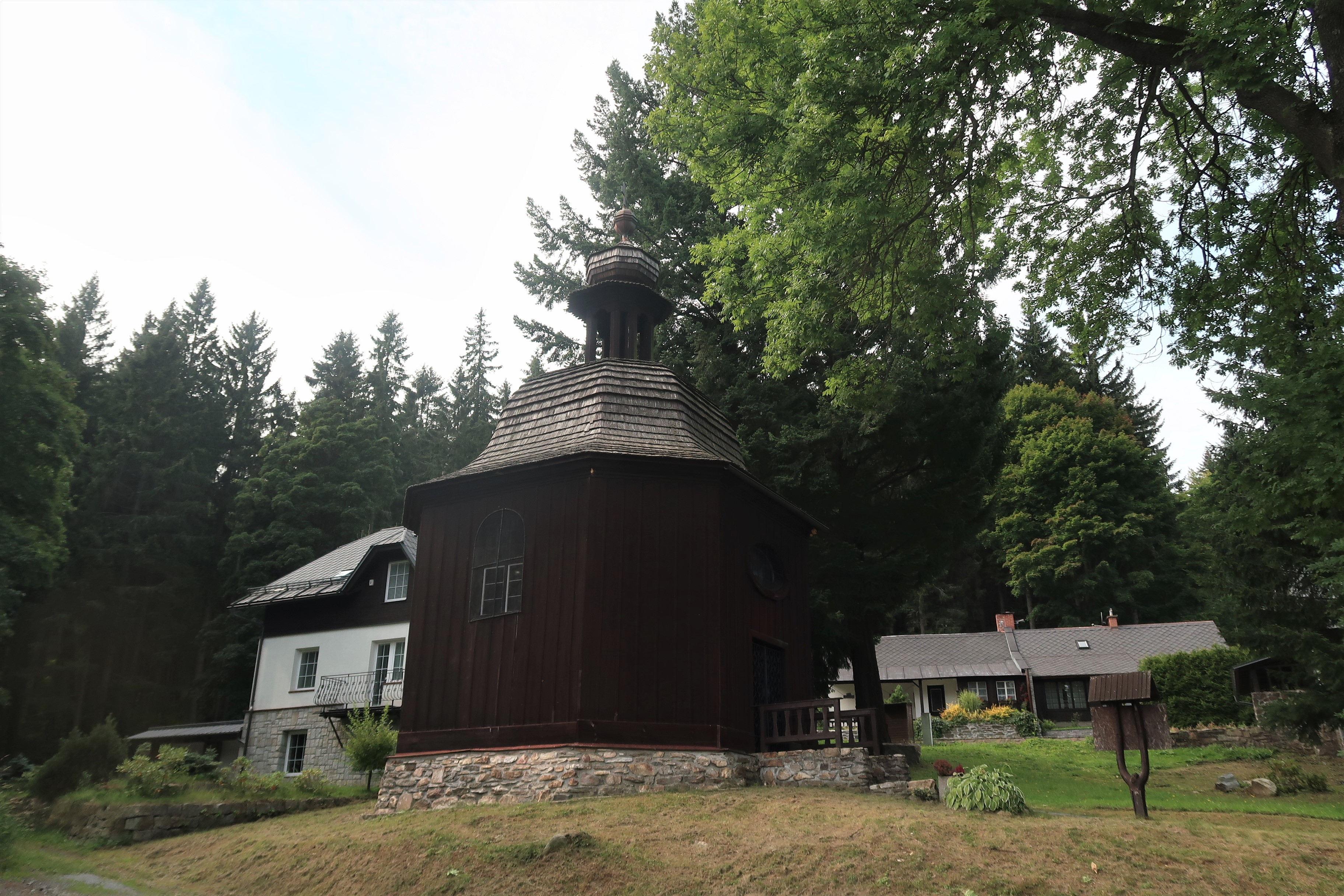
Kaple sv. Huberta z 18. století
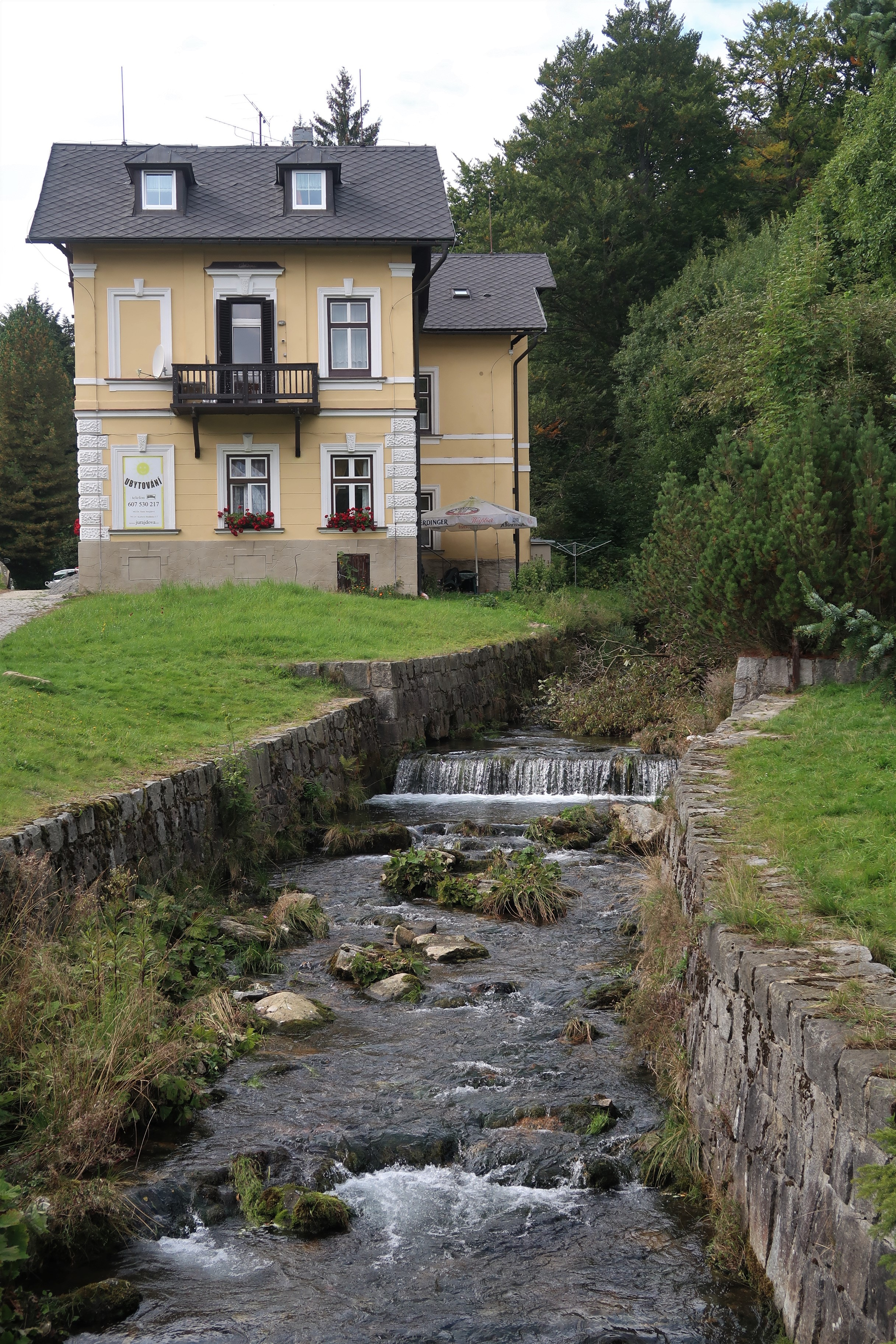
Řeka Bílá Opava v Karlově Studánce